# Christian Baur (Koch)
Christian Baur (* 3. März 1977 in Memmingen) ist ein deutscher Koch.

## Werdegang
Nach der Ausbildung ab 1992 in Bad Wörishofen ging Baur 1995 zu Eberhard Aspacher in die Schlosswirtschaft in Illereichen (ein Michelinstern) und 1996 zu Heino Huber ins Deuring Schlössle in Bregenz. 1998 wechselte Baur zu Frank Oehler im D'Rescht in Hawangen und 2000 zu Holger Stromberg ins Mandarin Oriental in München.
2002 wurde er Küchenchef im Romantikhotel Residenz am See in Meersburg, das 2003 mit einem Michelinstern ausgezeichnet wurde. 2006 wechselte er zum Schlosshotel Kronberg in Kronberg. Von 2008 bis 2014 kochte er im Hotel Ritter in Durbach, das mit einem Michelinstern ausgezeichnet und durchgehend verteidigt wurde. Ab 2014 wurde er designierter Nachfolger von Josef Bauer im Landgasthof Adler in Rosenberg, wo er ebenfalls den Michelinstern verteidigte.
2016 wurde er gemeinsam mit Anibal Strubinger Küchenchef im Schwarzen Adler von Fritz Keller in Vogtsburg, im Juni 2018 wurde er hier alleiniger Küchenchef. 2020 wurde der Michelinstern gestrichen, 2021 aber erneut vergeben.

## Auszeichnungen
- 2003: ein Michelinstern für das Restaurant Residenz am See in Meersburg
- 2008: ein Michelinstern für das Restaurant Ritter Durbach in Durbach
- 2016: ein Michelinstern für das Restaurant Schwarzer Adler in Vogtsburg